# گمینا بارانوو (استان لهستان بزرگ‌تر)
گمینا بارانوو (استان لهستان بزرگ‌تر) (به لهستانی:  Gmina Baranów) یک گمینا در لهستان است که در شهرستان کنپنو واقع شده‌است. گمینا بارانوو ۷۴٫۳۱ کیلومتر مربع مساحت و ۷٬۴۹۵ نفر جمعیت دارد.